# Audley End House

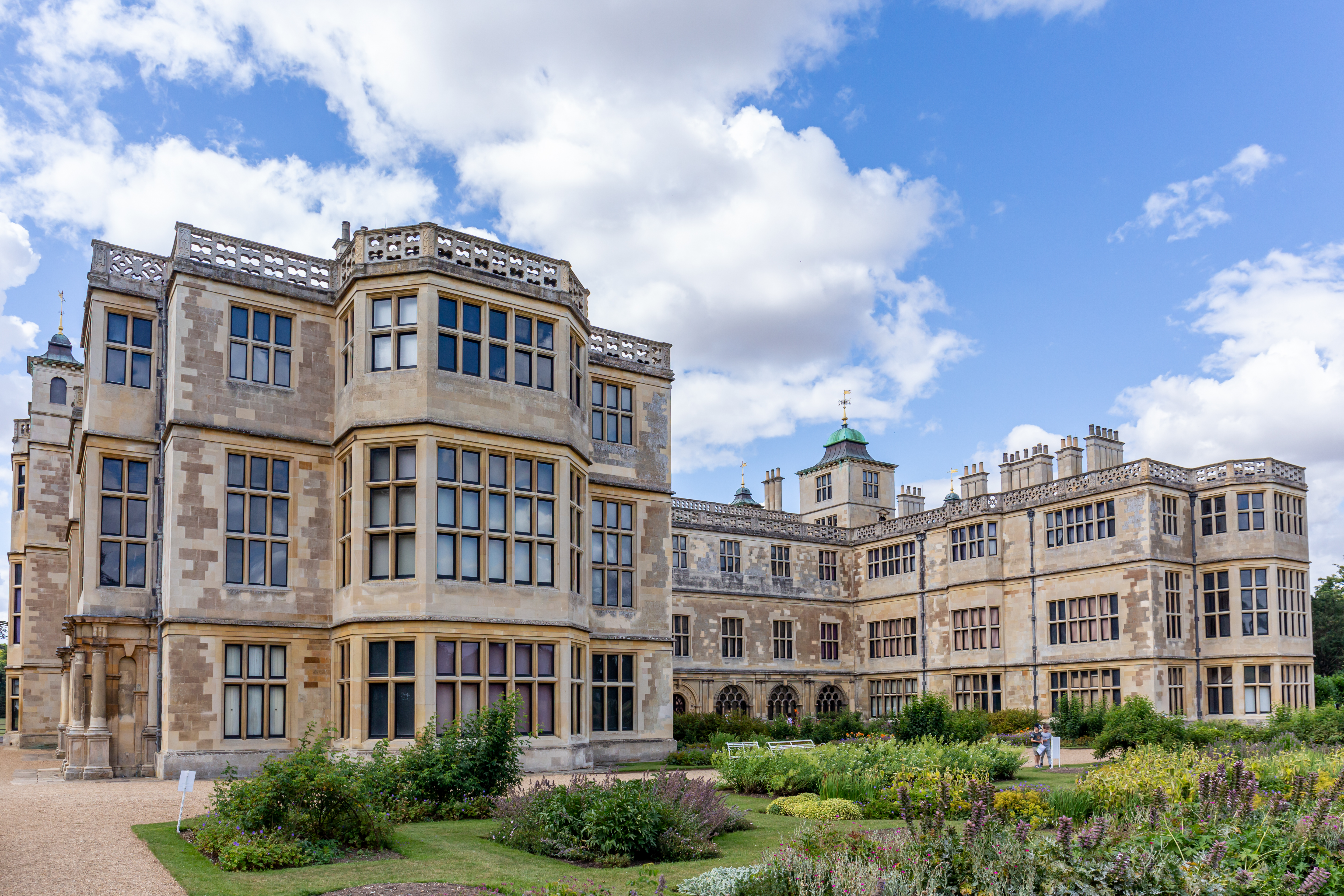
Audley End House

Audley End House ist ein Herrenhaus im spätelisabethanischen Stil in der Nähe von Saffron Walden, Cambridgeshire, 25 Kilometer südlich von Cambridge.

## Geschichte
Audley End wurde im 12. Jahrhundert als Benediktinerabtei gegründet. Im Jahre 1538 wurde das Anwesen dem Lordkanzler Thomas Audley, 1. Baron Audley of Walden von Henry VIII. für seine Verdienste um die Krone geschenkt. Das Kloster wurde in ein Herrenhaus umgewandelt und war zu diesem Zeitpunkt unter dem Namen Audley Inn bekannt. Thomas Howard, der Enkel von Sir Thomas Audley ließ das Haus abreißen und baute in den Jahren 1603 bis 1616 das Anwesen zum größten Privathaus Englands aus, vor allem um hier König James I. zu unterhalten. Beim Bau des Hauses hatte sich Thomas Howard übernommen und sich wahrscheinlich auch aus der Staatskasse bedient, so dass er im Jahre 1619 in den Tower of London verbracht wurde, aber nach Zahlung einer Geldstrafe nach zehn Tagen wieder freikam.
Im Jahr 1668 wurde das Haus von Charles II. als Landsitz gekauft, in dem er residieren konnte, während er die Rennen in Newmarket besuchte. 1701 wurde das Haus an Thomas Howards Nachfahren Henry Howard, den 5. Earl of Suffolk, zurückgegeben. Im Verlauf des nächsten Jahrhunderts wurden die Nebengebäude nach und nach abgerissen, bis die heutige Größe übrig blieb. Trotz dieser Rückbauten blieb das Haupthaus fast vollständig in seinem damaligen Zustand erhalten. Über die Jahre wurden einige Räume vollständig umgestaltet, hierbei ist vor allem die große Eingangshalle zu nennen. 1948 wurde das Haus vom 9. Lord Braybook an das Ministry of Works verkauft, und kam somit später in den Besitz der Nachfolgeorganisation English Heritage. 2024 betrug die Besucherzahl etwa 147.000 Personen.

## Innenausstattung
Im 170 m langen und 87 m breiten Herrenhaus sind heute 32 Räume zur Besichtigung geöffnet. Dabei sind vor allem die große Halle, die jakobinischen Decken und die Bibliothek hervorzuheben. Eines der interessantesten Ausstellungsstücke ist nach Aussage des English Heritage das State Bed. Dieses spezielle Bett wurde im Jahre 1786 angefertigt, in der Hoffnung, dass Georg III. dem Haus einen Besuch abstatten würde. Das Bett hat eine Größe von 2,40 m auf 2,40 m und kostete damals 400 Pfund. Das entsprach ungefähr dem Gehalt, das ein Dienstmädchen in 50 Jahren verdienen konnte.

## Gartenanlage

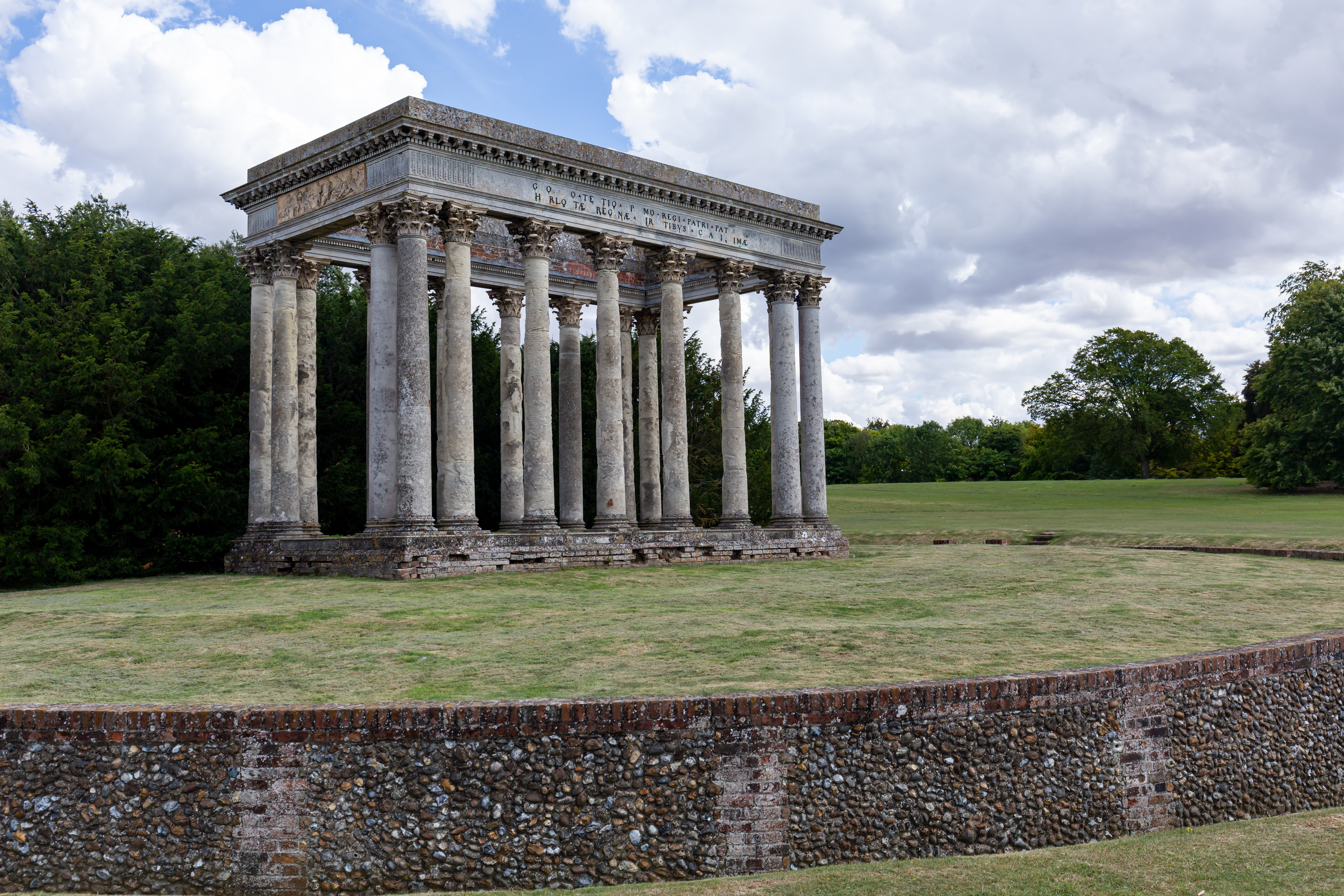
Concords Temple

Die heutige Gartenanlage wurde von Capability Brown angelegt. 1762 bekam er von Sir John Griffin Griffi den Auftrag, den Garten des Hauses neu anzulegen. Die ursprüngliche Gartenanlage stammte aus dem 17. Jahrhundert und bestand aus einer streng formalistischen Anlage mit schnurgeraden Wegen, rechteckigen Teichen und langen Alleen. Brown brach diese formalistische Ordnung auf und schuf einen Garten, der nahtlos in die umgebende Landschaft übergeht. Zu diesem Zweck wurden einerseits alle Zäune und Barrieren abgerissen, um einen ungestörten Blick zu gewährleisten, und andererseits am Horizont ein Grüngürtel gepflanzt, um die Einbettung in die Umgebung zu verstärken.
Zum Garten gehört auch der klassizistische Concords Temple aus den Jahren 1790/91.